# Iron Maiden (album)
Iron Maiden je debutovým studiovým albem stejnojmenné britské heavymetalové kapely. Vyšlo 14. dubna 1980 přes vydavatelství EMI/Capitol Records.
Umístilo se na 4. místě britského žebříčku a na 10. místě francouzského žebříčku.
Ve Velké Británii se prodalo 300 tisíc kopií alba a stalo se platinovým albem stejně jako v Kanadě se prodalo 100 tisíc kopií alba a stalo se platinovým albem. V Německu se prodalo 250 tisíc kopií alba a stalo se zlatým albem. V Japonsku se prodalo 100 tisíc kopií alba a stalo se zlatým albem

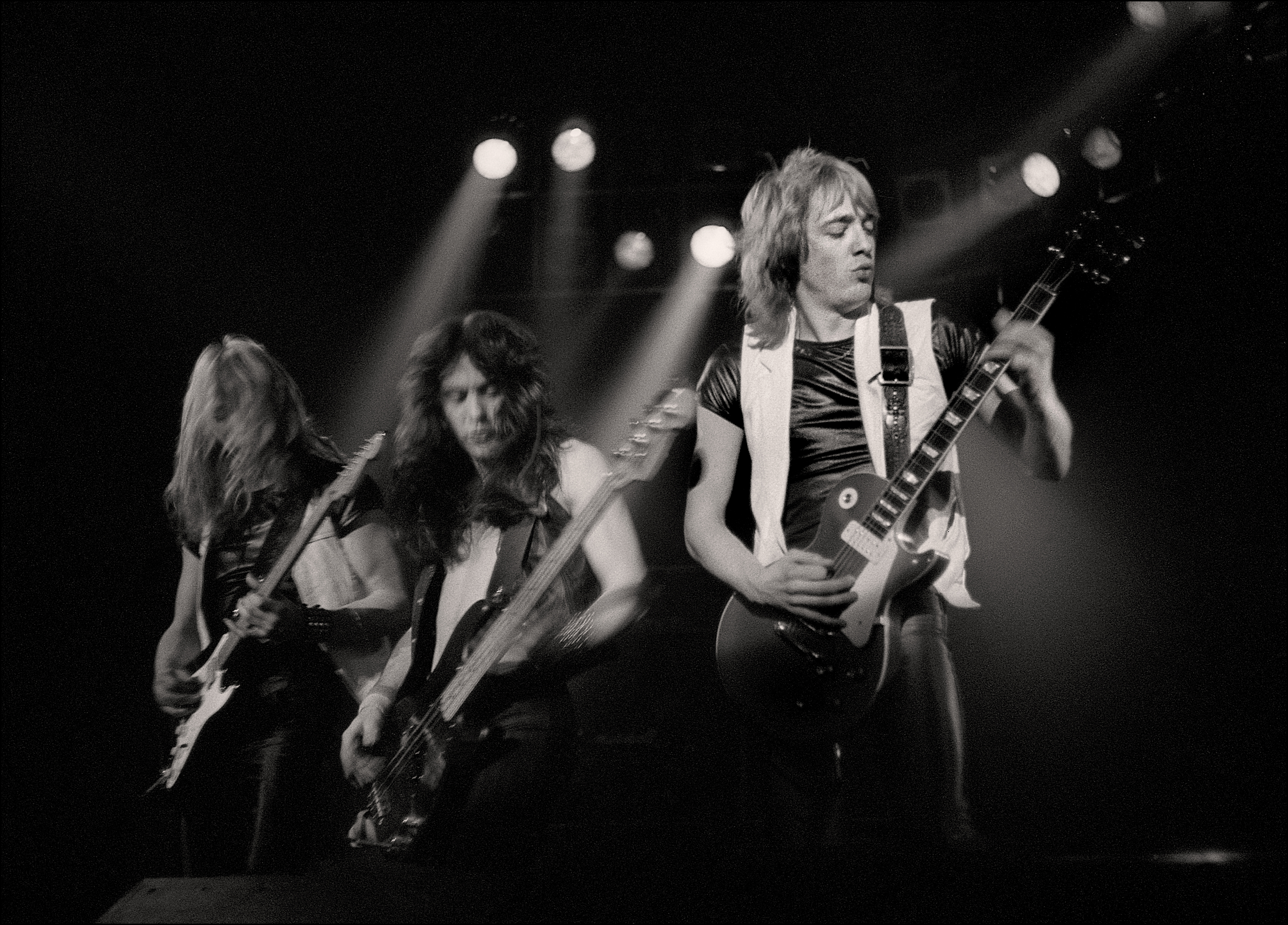
Dave Murray, Steve Harris a Adrian Smith v Manchesteru 1980.

Z alba vzešly dva singly. Singl „Running Free“ vyšel 8. února 1980 a umístil se na 34. místě žebříčku. Singl „Sanctuary“ vyšel 23. května 1980 a umístil se na 29. místě. Skladby jako „Phantom of the Opera“, „Running Free“, „Sanctuary“ a „Iron Maiden“ se staly součástí mnoha koncertů skupiny.

## Seznam skladeb
Pokud není uvedeno jinak, všechny skladby napsal Steve Harris.
| Původní britské vydání | Původní britské vydání        | Původní britské vydání | Původní britské vydání |
| Pořadí                 | Název                         | Autor                  | Délka                  |
| ---------------------- | ----------------------------- | ---------------------- | ---------------------- |
| 1.                     | Prowler                       |                        | 3:52                   |
| 2.                     | Remember Tomorrow             | Paul Di'Anno,Harris    | 5:25                   |
| 3.                     | Running Free                  | Di'Anno, Harris        | 3:14                   |
| 4.                     | Phantom of the Opera          |                        | 7:05                   |
| 5.                     | Transylvania (instrumentální) |                        | 4:06                   |
| 6.                     | Strange World                 |                        | 5:40                   |
| 7.                     | Charlotte the Harlot          | Dave Murray            | 4:10                   |
| 8.                     | Iron Maiden                   |                        | 3:31                   |

| Původní americké vydání | Původní americké vydání       | Původní americké vydání                 | Původní americké vydání |
| Pořadí                  | Název                         | Autor                                   | Délka                   |
| ----------------------- | ----------------------------- | --------------------------------------- | ----------------------- |
| 1.                      | Prowler                       |                                         | 3:52                    |
| 2.                      | Remember Tomorrow             | Paul Di'Anno                            | 5:25                    |
| 3.                      | Running Free                  | Di'Anno                                 | 3:14                    |
| 4.                      | Phantom of the Opera          |                                         | 7:05                    |
| 5.                      | Transylvania (instrumentální) |                                         | 4:06                    |
| 6.                      | Strange World                 |                                         | 5:40                    |
| 7.                      | Charlotte the Harlot          | Dave Murray                             | 4:10                    |
| 8.                      | Sanctuary                     | Dave Murray, Paul Di'Anno, Steve Harris | 3:16                    |
| 9.                      | Iron Maiden                   |                                         | 3:31                    |

| Znovuvydání | Znovuvydání                   | Znovuvydání                             | Znovuvydání |
| Pořadí      | Název                         | Autor                                   | Délka       |
| ----------- | ----------------------------- | --------------------------------------- | ----------- |
| 1.          | Prowler                       |                                         | 3:56        |
| 2.          | Sanctuary                     | Dave Murray, Paul Di'Anno, Steve Harris | 3:16        |
| 3.          | Remember Tomorrow             | Paul Di'Anno, Steve Harris              | 5:28        |
| 4.          | Running Free                  | Di'Anno                                 | 3:17        |
| 5.          | Phantom of the Opera          |                                         | 7:07        |
| 6.          | Transylvania (instrumentální) |                                         | 4:19        |
| 7.          | Strange World                 |                                         | 5:32        |
| 8.          | Charlotte the Harlot          | Dave Murray                             | 4:12        |
| 9.          | Iron Maiden                   |                                         | 3:38        |

| Znovuvydání s bonusy z roku 1995 | Znovuvydání s bonusy z roku 1995                         | Znovuvydání s bonusy z roku 1995        | Znovuvydání s bonusy z roku 1995 |
| Pořadí                           | Název                                                    | Autor                                   | Délka                            |
| -------------------------------- | -------------------------------------------------------- | --------------------------------------- | -------------------------------- |
| 1.                               | Sanctuary                                                | Dave Murray, Paul Di'Anno, Steve Harris | 3:14                             |
| 2.                               | Burning Ambition                                         |                                         | 2:42                             |
| 3.                               | Drifter (živě)                                           |                                         | 6:04                             |
| 4.                               | I've Got the Fire (coververze skladby od Montrose; živě) | Ronnie Montrose                         | 3:14                             |

## Sestava
- Paul Di'Anno – zpěv
- Dave Murray – kytara
- Dennis Stratton – kytara, doprovodný zpěv
- Steve Harris – baskytara, doprovodný zpěv
- Clive Burr – bicí